# Taniec salonowy
Taniec salonowy to forma tańca, która powstała na drodze ewolucji tańców dworskich i niektórych tańców ludowych pod koniec XVII wieku. Z tańców salonowych natomiast stopniowo wyłoniły się tańce towarzyskie.
Popularne tańce salonowe:
- gawot
- kadryl
- kotylion
- lansjer
- kontredans
- walc